# 挪威語維基百科
挪威語維基百科（挪威語：Norsk Wikipedia）為維基百科協作計劃之挪威語版本，由非營利組織──維基媒體基金會維持負責，分為書面挪威語和新挪威語二種版本。目前為各語言維基百科計劃中，規模排名第15（依條目量計算）的維基百科。計劃開始於2001年，截至2011年11月2日已有超过316,540个条目。
書面挪威文維基百科於2001年11月26日，書寫宗旨為只能用標準挪威文；三年後新挪威文維基百科在2004年7月31日 成立而且快速增長擴大。於2005年投票決議後，成立較早的書面挪威文維基百科被升格為最主要的挪威文維基百科。
於2007年2月書面挪威文維基百科的條目量超過100,000，新挪威語維基百科則超過20,000。挪威文維基百科和芬兰語維基百科的條目量非常接近，經常徘徊於第13名至14名，雙方已於排行榜交換名次好幾次，如於2007年9月至11月期間，它們的名次就交換了三次。
丹麥語、瑞典語、挪威語同屬印歐語系日耳曼語族北日耳曼語支，文字溝通也能互相理解。此三語文版本維基百科和其他屬斯堪的納維亞的維基百科於元維基之斯堪維基部分合作，作用之一為將其特色條目悉數結合。

## 相关條目
- 丹麥語維基百科
- 瑞典語維基百科

## 外部連結
- 書面挪威文維基百科 （页面存档备份，存于）
- 新挪威文維基百科 （页面存档备份，存于）
- 元維基─斯堪維基 （页面存档备份，存于）